# James Acaster

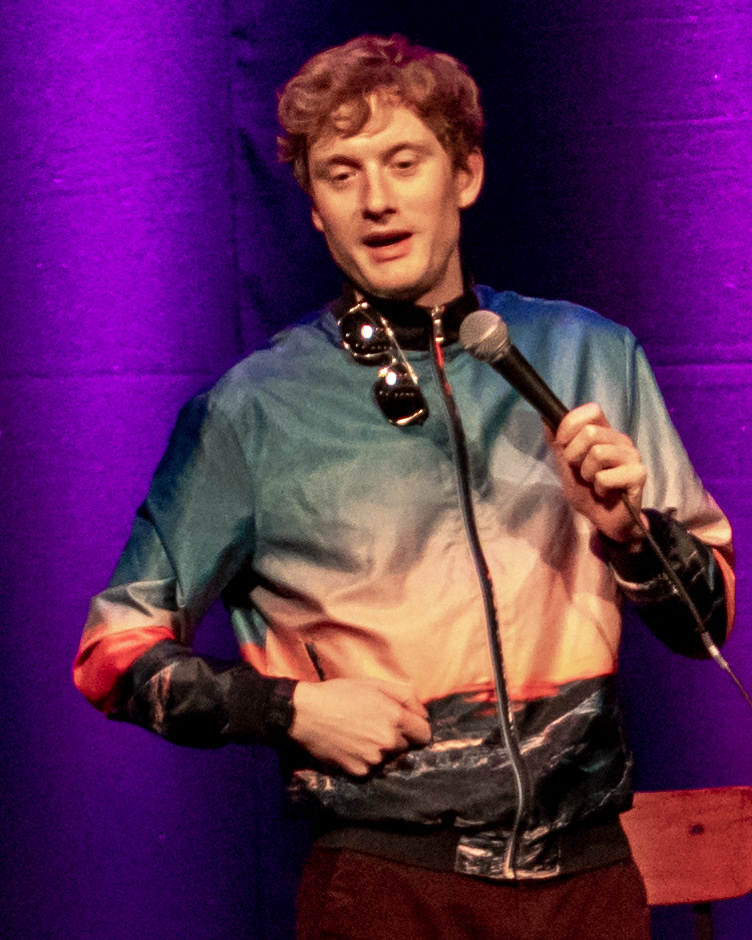
James Acaster

James William Acaster (Kettering, 9 januari 1985) is een Engelse komiek die bekend staat om zijn standwerkcabaretvoorstellingen "Repertoire" en "Cold Lasagne Hate Myself 1999." Acaster maakt gebruik van fictieve personages in zijn cabaret, die wordt gekenmerkt door frequente interne toespelingen, eigenzinnige observatiehumor en overkoepelende verhalen. Hij won een Chortle Award voor zijn voorstelling "Repertoire" in 2015.

## Beginjaren
Na drums te hebben gespeeld voor lokale bands in Kettering, begon Acaster in 2008 standwerkcabaret te volgen als carrière. Hij was een voorprogramma voor Josie Long in 2010. Acaster kreeg lof voor zijn voorstellingen op het Edinburgh Festival Fringe, waar hij een recordaantal van vijf opeenvolgende nominaties ontving voor de Edinburgh Comedy Award voor Beste Cabaretvoorstelling van 2012 tot 2016. In 2017 toerde hij met drie van zijn Fringe-optredens als The Trelogy, terwijl hij een vierde schreef om de set te begeleiden; dit leidde tot de vierdelige Netflix-special "Repertoire" (2018). Zijn volgende tour "Cold Lasagne Hate Myself 1999" (2019) won een Melbourne International Comedy Festival Award. Sinds 2022 is hij op tournee met "Hecklers Welcome".
Acaster is vaak te gast in Britse televisieprogramma's, zoals het zevende seizoen van "Taskmaster" (2018); hij presenteerde "Hypothetical" (2019-2022) samen met Josh Widdicombe. Hij presenteert ook de voedselpodcast "Off Menu" (2018-) samen met komiek Ed Gamble. Acaster's eerste boek, "James Acaster's Classic Scrapes" (2017), ontstond uit een terugkerend stuk dat hij had op Josh Widdicombe's XFM-radioprogramma, waar hij bekend stond als de "Scrapemaster". Zijn tweede boek, "Perfect Sound Whatever" (2019), gaat over zijn geestelijke gezondheidsproblemen in 2017 die leidden tot het verzamelen van een groot aantal albums die hij in 2016 uitbracht. Zijn derde boek, "Guide to Quitting Social Media" (2022), is een parodie op het zelfhulpgenre. Alle drie de boeken stonden op de bestsellerlijst van The Sunday Times. Het muziekcollectief "Temps" werd opgericht door Acaster en bracht zijn debuutalbum "Party Gator Purgatory" uit in mei 2023.

## Comedystijl
Acaster staat bekend om het incorporeren van fictie in zijn materiaal en gebruikt verschillende personages in zijn optredens, variërend van speels tot afstandelijk. Zijn cabaret omvat een mengeling van eenzame en komische momenten, waarbij hij vaak onverwachte uitsmijters levert. Acaster maakt gebruik van herhaling als een komisch hulpmiddel en verwijst vaak naar eerder materiaal om verbindingen tussen ogenschijnlijk ongerelateerde onderwerpen te scheppen. Hij staat erom bekend dat hij zowel snelle slagzinnen als uitgebreide verhalen en interactie met het publiek in zijn voorstellingen gebruikt. Zijn observatiehumor is eigenzinnig en richt zich vaak op alledaagse details en absurde situaties.

## Acteur
Acaster speelde de rol van Lars Pinfield in de film van Ghostbusters: Frozen Empire uit 2024.

## Persoonlijk leven
Acaster is open over zijn geestelijke gezondheid en zijn ervaring met depressie, angst en behandeling daarvan. In zijn boeken en voorstellingen beschrijft hij zijn eigen worstelingen, hetgeen zijn persoonlijke stijl kenmerkt.